# 산시성 (섬서성)
산시성(중국어 간체자: 陕西省, 정체자: 陝西省, 병음: Shǎnxī Shěng) 또는 섬서성은 중화인민공화국 중부에 위치한 성이다.

## 이름
한국어 한자 발음은 섬서성이 맞으나, 협서성이라고 잘못 읽는 사람도 있다, 한자 표기 시 陜西省 또는 峽西省이라고 잘못 쓰기도 한다. 이는 섬서성의 '섬'(陝)과 모양이 비슷한 한자인 '협'(陜 또는 峽)을 혼동한 것으로 추정된다.
로마자로 표기할 때에는 한어병음 방안을 그대로 따라가면서 성조 표기를 생략할 경우 Shanxi로 표기하는 산시성(한자로는 산서성(山西省)이라고 표기함)과의 혼동이 생길 수가 있어서 이를 피하기 위해 Shaanxi라고 표기한다. 다만 옛 로마자 표기법인 우정식 병음 표기법을 따를 경우, 산서성은 Shansi로, 섬서성은 Shensi로 두 지명을 구분할 수 있다.

## 지리
성 내로 황하가 흐르며 아래에는 친링산맥이 있다. 중국 대륙의 거의 중앙에 위치하고 있고 북부는 내몽골 자치구와 접하고 있으며 동부는 산시성(山西省), 허난성, 서부는 닝샤 후이족 자치구, 간쑤성, 남부는 쓰촨성, 충칭시, 동남부는 후베이성과 접하고 있다.

## 역사
신석기 시대에 이 지역은 채색토기가 특징적인 양사오 문화가 발달한 지역이다. 은(殷) 말기에 주족(周族)의 우두머리였던 문왕이 풍(豊, 시안 부근)에 도읍을 정하고 나라를 강하게 했으며, 그의 아들 무왕은 호(鎬, 시안 두문현 일대)에 도읍을 정하고 은(殷)을 공격하여 멸망시키고 주나라를 세웠다(기원전 1122년 또는 기원전 1027년). 전설에 따르면, 주나라 첫해에 무왕의 형제 주공과 소공 사이의 알력으로 하남성 서부의 섬현을 경계로 하여 동서를 주공과 소공이 나누어 가지면서 섬서라는 이름이 유래하였다고 한다.
기원전 10세기에 주 효왕이 목축으로 유명했던 비자(非子)에게 진 지역(현재의 간쑤성 텐수이 서남부)을 하사하면서 진나라가 성립된다. 기원전 771년 견융의 침입으로 호(鎬)가 함락당하고, 유왕이 살해당하는 일이 있었는데 이때 진의 양공이 견융을 치고 유왕의 아들 평왕을 낙양까지 호송한 공으로 산시성 서부를 하사받게 된다. 기원전 659년 진 목공은 동쪽의 진(晉)나라를 쳐서 관중 전역을 지배하게 된다. 이러한 이유로 산시성 지역은 진(秦)으로도 불린다. 진은 기원전 221년 중국을 통일한다.
단명한 진의 뒤를 이은 한나라는 장안(長安)에 도읍을 정하고 장안 인근을 군(郡)에 해당하는 경조윤, 좌풍익, 우부풍 세 지역으로 나누어 통치한다. 왕망에 의해 왕조가 잠시 끊어진 후 한나라는 수도를 낙양으로 옮긴다. 한말에 동탁이 낙양을 불태우고 장안으로 천도하나 곧 죽고, 혼란이 계속되다가 결국 위에 점령당한다. 이후 중원으로 진출하려는 촉과 이를 막으려는 위의 격전이 치산을 중심으로하여 계속되었다. 오호십육국의 혼란기 동안 유목민족의 여러 나라들이 이 지역을 점령한다.
당나라 초기에 섬북은 관내도, 섬남은 산남도에서 다스렸다가 안사의 난 이후 섬서 절도사가 설치되었다. 오대 십국 시대에는 잠시 기(岐)나라가 세워진다. 송대에는 섬서로가 설치되었으나 그 영역은 지금의 섬서성과 달랐다. 13세기 몽골의 지배기간에 산시성은 섬서행성이 설치되었다. 명대 동안에는 서쪽의 간쑤성과 합병되었으나 청대에 들어와서 다시 분리되었다.
실크로드의 동쪽 종점일 만킁 중요한 교통의 요지였던 장안은 당나라 때에 이미 인구 100만이 넘는 거대 도시로 발전하였는데, 당시 장안에는 동아시아뿐만 아니라 중앙아시아, 페르시아 제국, 아라비아 출신 무슬림들도 대거 거주하고 있었다. 북송이 건국되고부터 남송이 망할 때까지(960~1279)의 기간은 요나라, 금나라, 서하, 몽골 등과 끊임없는 전란이 있었던 시기이다. 그동안 섬서 지역에서는 한족 인구 대신에 무슬림들이 많이 들어와 살게 되었다.
1556년 1월 23일 산시성 남동부의 화산에서 파멸적인 지진(산시 대지진)이 일어나 83만 명이 죽는 참사가 있었다.
1876년부터 1928년 사이의 기간 동안 수 차례의 기근이 이 지역을 휩쓸고 지나갔으며, 그동안 800만 명이 사망한 것으로 추정된다. 가난에 지쳐있던 이 지역의 농민들은 마오쩌둥이 이끈 공산혁명 기간 동안 강한 지지를 보냈다.
1935년 10월에 강서 소비에트에서 탈출한 마오쩌둥을 비롯한 중국 공산주의자들이 장정 끝에 산시성 북부의 옌안에 도착하였고 여기서 중국 공산화의 기틀을 마련하였다. 이듬해 말 장제스는 산서에서 세력을 키우고 있는 홍군을 박멸하기 위해 시안에 왔다. 이때 만주군벌 장쭤린의 아들 장쉐량이 장제스를 감금한 뒤, 내전을 멈추고 항일전선에 나설것을 요구한다. 장제스는 이를 수용하여 제2차 국공합작이 성립되는데, 이 사건을 시안사변이라고 한다.

## 행정구역
10개의 지급 행정구역은 모두 시이다. 이들은 다시 107개 현급 행정구역(시할구 30개, 현급시 4개, 현 73개)으로 나뉜다.
| 산시성 (섬서성)의 행정 구역 | 산시성 (섬서성)의 행정 구역 | 산시성 (섬서성)의 행정 구역 | 산시성 (섬서성)의 행정 구역 | 산시성 (섬서성)의 행정 구역 | 산시성 (섬서성)의 행정 구역 | 산시성 (섬서성)의 행정 구역 | 산시성 (섬서성)의 행정 구역 | 산시성 (섬서성)의 행정 구역 | 산시성 (섬서성)의 행정 구역 | 산시성 (섬서성)의 행정 구역 |
| --------------------------- | --------------------------- | --------------------------- | --------------------------- | --------------------------- | --------------------------- | --------------------------- | --------------------------- | --------------------------- | --------------------------- | --------------------------- |
|                             |                             |                             |                             |                             |                             |                             |                             |                             |                             |                             |
| №                           | 이름                        | 한자                        | 병음                        | 면적 (Km2)                  | 인구 (2010년)               | 시청소재지                  |                             |                             |                             |                             |
| 부성급시                    |                             |                             |                             |                             |                             |                             |                             |                             |                             |                             |
| 1                           | 시안시 (서안시)             | 西安市                      | Xī'ān Shì                   | 10,096.81                   | 8,467,837                   | 웨이양구                    |                             |                             |                             |                             |
| 지급시                      |                             |                             |                             |                             |                             |                             |                             |                             |                             |                             |
| 2                           | 퉁촨시 (동천시)             | 铜川市                      | Tóngchuān Shì               | 3,884.81                    | 834,437                     | 야오저우구                  |                             |                             |                             |                             |
| 3                           | 바오지시 (보계시)           | 宝鸡市                      | Bǎojī Shì                   | 18,116.93                   | 3,716,731                   | 진타이구                    |                             |                             |                             |                             |
| 4                           | 셴양시 (함양시)             | 咸阳市                      | Xiányáng Shì                | 10,323.99                   | 4,894,834                   | 친두구                      |                             |                             |                             |                             |
| 5                           | 웨이난시 (위남시)           | 渭南市                      | Wèinán Shì                  | 13,030.56                   | 5,286,077                   | 린웨이구                    |                             |                             |                             |                             |
| 6                           | 옌안시 (연안시)             | 延安市                      | Yán'ān Shì                  | 37,030.54                   | 2,187,009                   | 바오타구                    |                             |                             |                             |                             |
| 7                           | 한중시 (한중시)             | 汉中市                      | Hànzhōng Shì                | 27,096.43                   | 3,416,196                   | 한타이구                    |                             |                             |                             |                             |
| 8                           | 위린 시 (유림시)            | 榆林市                      | Yúlín Shì                   | 42,920.18                   | 3,351,437                   | 위양구                      |                             |                             |                             |                             |
| 9                           | 안캉시 (안강시)             | 安康市                      | Ānkāng Shì                  | 23,536.31                   | 2,629,906                   | 한빈구                      |                             |                             |                             |                             |
| 10                          | 상뤄시 (상락시)             | 商洛市                      | Shāngluò Shì                | 19,587.31                   | 2,341,742                   | 상저우구                    |                             |                             |                             |                             |

## 경제
산시성의 2008년 명목 GDP는 6,851억 위안이었고 1인당 GDP는 18,246위안(2,671달러)로 중국 전체에서 22위를 차지했다.

## 인구
| 연도    | 인구       | ±%     |
| ------- | ---------- | ------ |
| 1912    | 9,364,000  | —      |
| 1928    | 11,802,000 | +26.0% |
| 1936–37 | 9,780,000  | −17.1% |
| 1947    | 10,011,000 | +2.4%  |
| 1954    | 15,881,281 | +58.6% |

| 연도 | 인구       | ±%     |
| ---- | ---------- | ------ |
| 1964 | 20,766,915 | +30.8% |
| 1982 | 28,904,423 | +39.2% |
| 1990 | 32,882,403 | +13.8% |
| 2000 | 35,365,072 | +7.6%  |
| 2010 | 37,327,378 | +5.5%  |

산시성의 인구 거의 대부분이 한족이고 북서쪽으로 닝샤와 인접한 곳에 약간의 후이족이 거주한다. 산시성 남쪽 성도 시안이 위치한 관중으로 알려진 곳은 북쪽보다 인구가 밀집되어있다.

## 교육

### 공교육
- 시안 자오퉁 대학 (西安交通大學)
- 장안대학 (長安大學)
- 시안전자과기대학 (西安電子科技大學)
- 시안이공대학 (西安理工大學)
- 시베이대학 (西北大學)
- 시베이공업대학 (西北工業大學)
- 시안건축과기대학 (西安建築科技大學)

### 사교육
- 시안외사대학 (西安外事学院)